# 常若柱
常若柱，字擎宇，陝西蒲城人。清初官员。父常澄，萬曆進士，官吏部郎中。

## 生平
常若柱於順治四年（1647年）中式丁亥科三甲進士。選庶吉士，散館改戶科給事中。